# جاك هارلان
جاك هارلان (بالإنجليزية: Jack Harlan)‏ هو عالم نبات أمريكي، ولد في 7 يونيو 1917 في واشنطن العاصمة في الولايات المتحدة، وتوفي في 26 أغسطس 1998.